# Movimiento 3A
El Movimiento de Propaganda Japonés 3A o Movimiento 3A fue un movimiento de propaganda del Imperio del Japón durante la Segunda Guerra Mundial y su período de ocupación en Indonesia. El movimiento nació del pensamiento de Shimizu Hitoshi, funcionario del Sendenbu. El Sendenbu fue el departamento de propaganda japonés durante la Segunda Guerra Mundial. El Movimiento 3A es conocido por su lema, que proclamaba: Japón, la luz de Asia; Japón, el protector de Asia; Japón, el líder de Asia o en indonesio: Jepang cahaya Asia, Jepang pelindung Asia, Jepang pemimpin Asia.

## Antecedentes

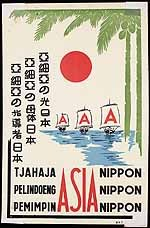
Cartel propagandístico del Movimiento 3A.

La llegada de Japón en marzo de 1942 fue bien recibida por los indonesios. Desde la llegada de Japón, se prohibieron todas las actividades políticas y se disolvieron oficialmente todas las asociaciones existentes. Japón comenzó a establecer nuevas organizaciones. Esta prohibición de la actividad política fue seguida por una campaña de propaganda a gran escala en apoyo del movimiento de masas patrocinado por Japón. El primer intento de un movimiento de masas, el Movimiento 3A se inició en Java. El movimiento se formó a principios de abril de 1942, pocas semanas después de la llegada de los japoneses. Este movimiento, que claramente fue "diseñado" por el departamento de propaganda antes del aterrizaje, fue la primera indicación a gran escala de la dirección en la que se pretendía movilizar Java. El Movimiento 3A incluía miembros de partidos nacionalistas y miembros del gobierno sin ninguna restricción. Hitoshi Shimizu luego nombró a una figura nacional, Raden Syamsuddin, como presidente del Movimiento 3A, cuyo objetivo era obtener el apoyo del pueblo indonesio.

## Divisiones
El movimiento abarcaba varios campos de la educación ya que el sector educativo cumplía con el objetivo de reunir a un gran número de jóvenes. Las escuelas funcionaban de acuerdo con el sistema educativo japonés. En mayo de 1942, el Movimiento 3A estableció la Pendidikan Pemuda Tiga en Jatinegara. El sistema educativo era un curso acelerado y duraba solo medio mes. El sistema educativo estaba dirigido a jóvenes de 14 a 18 años. Los participantes del curso debían madrugar y realizar determinadas actividades a lo largo del día. Practicaban algunos deportes y artes marciales japonesas, como el sumo y el Jūjutsu. Había una subsección del Islam llamada Persiapan Persatoean Oemmat Islam (Preparación de la Unificación de la Comunidad Islámica). Esta subsección islámica se confió a Abikusno Tjokrosujoso en julio de 1942. Desde su formación, el Islam había sido visto como la principal forma de movilizar a los indonesios. Pero no duró mucho cuando comenzaron a surgir dudas de Japón sobre su líder modernista políticamente activo.

## Desmantelamiento
En general, el Movimiento 3A no logró sus objetivos. Los administradores indonesios le dieron poco apoyo, ningún nacionalista indonesio importante estuvo involucrado en él, y su propaganda fue tan dura que incluso en estos primeros días de la ocupación solo unos pocos indonesios la tomaron en serio. Muchos japoneses también desconfiaban del movimiento, y el Kenpeitai se opuso al Movimiento 3A en pequeños pueblos y aldeas con formas violentas. Luego, los japoneses disolvieron el Movimiento 3A en marzo de 1943 y formaron el Centro del Poder Popular (Pusat Tenaga Rakjat, Putera) en su lugar. El Movimiento 3A, que se socializó a través de la radio y la prensa, pretendía involucrar a todos los grupos y personalidades de la nación indonesia para estar en los brazos de Japón.